# نب رع
نب رع أو رع نب هو اسم حورس للملك المصري الثاني في الأسرة الثانية. مدة حكمه غير معروفة بدقة بسبب تلف قائمة تورين. يقترح مانيتون أن حكم نب رع استمر لمدة 39 عامًا، لكن علماء المصريات يرون أن هذا الرقم مبالغ فيه ويقدرون حكمه بين 10 و14 عامًا.

## شواهد
يظهر اسم نب رع على عدة أوانٍ حجرية مصنوعة من الشست والألباستر والرخام، وُجدت أغلبها في أبيدوس، والجيزة، وسقارة. تحتوي النقوش على صور لمباني دينية وذكر للاحتفالات. لم يظهر اسم نب رع وحده أبدًا بل مع اسم سلفه حتب سخموى أو خليفته ني نتر.
تم العثور على طبعات أختام طينية تحمل اسم نب رع تحت جسر هرم أوناس في سقارة وداخل مقبرة كبيرة هناك. لهذا السبب، هناك جدل حول ما إذا كانت المقبرة تخص نب رع أو سلفه حتب سخموى.
في عام 2012، أبلغ بيير تاليه وداميان ليزناي عن ثلاثة نقوش صخرية باسم نب رع في جنوب شبه جزيرة سيناء. تقع هذه النقوش على طول طريق قديم يستخدم في بعثات من الشاطئ الغربي لسيناء إلى داخلها، حيث كانت توجد مناجم النحاس والفيروز.

## الهوية

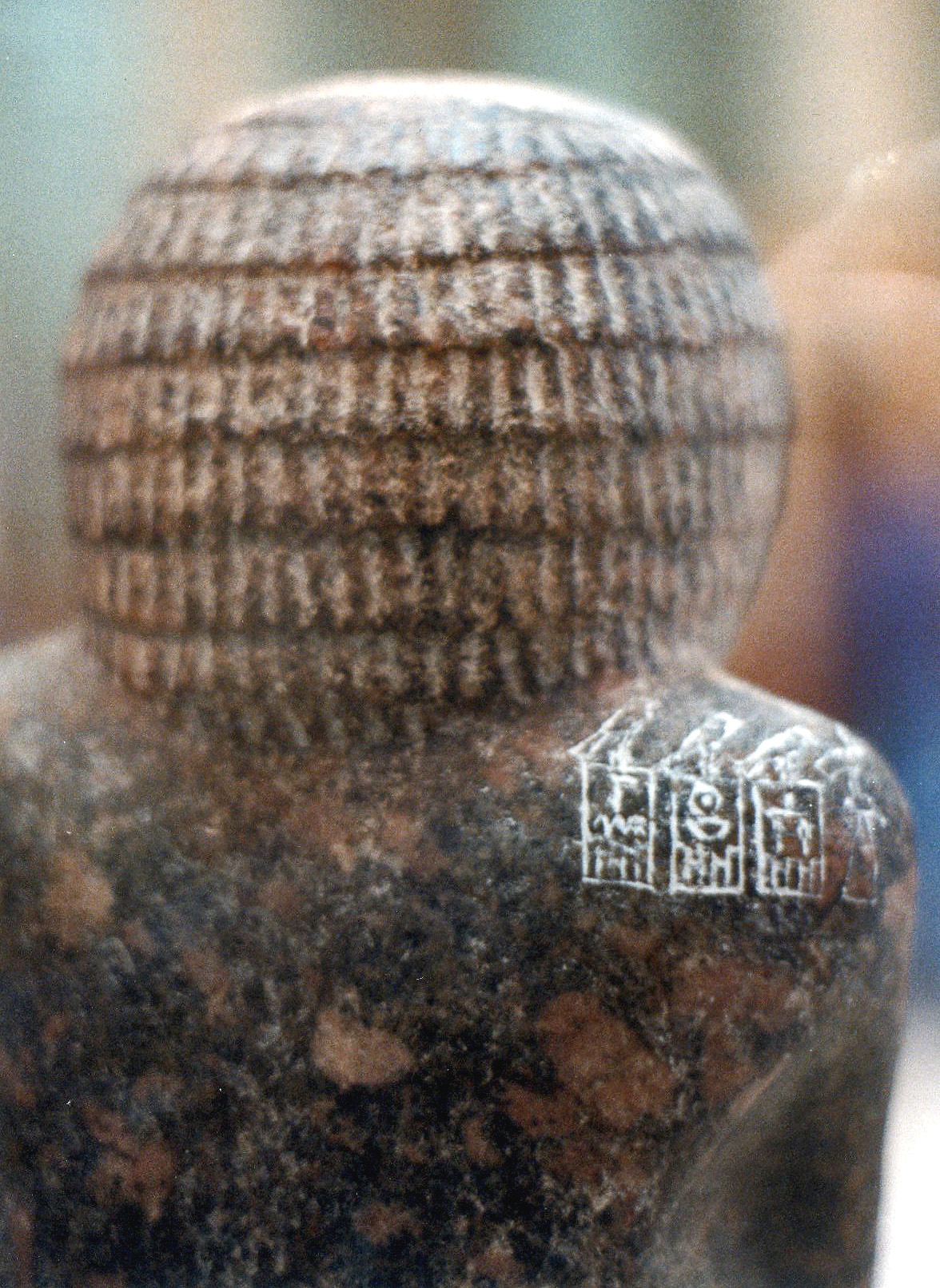
تمثال الكاهن حتب ديف، كاهن الطقوس الجنائزية لأول ثلاثة حكام من الأسرة، حتب سخموى، نب رع وني نتر. سرخ نب رع هو الأوسط على كتف الكاهن.

## معرض

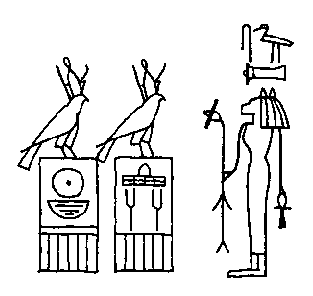
نقش وعاء حجري يحمل سرخ نب رع وحتب سخموى أمام الإلهة باستت
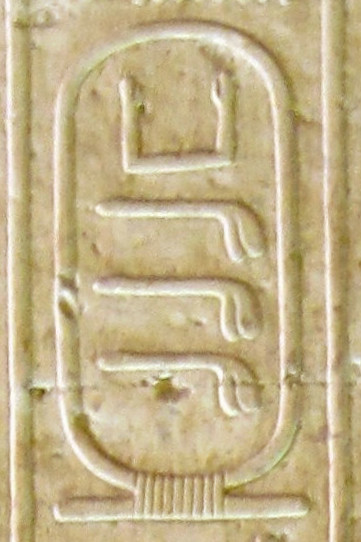
خرطوش نب رع في قائمة ملوك أبيدوس، يُقرأ كا كاو (cartouche no. 10)